# Emoia cyclops
Emoia cyclops este o specie de șopârle din genul Emoia, familia Scincidae, descrisă de Brown 1991. Conform Catalogue of Life specia Emoia cyclops nu are subspecii cunoscute.